# Florian Warweg
Florian Warweg (* Juli 1979 in Magdeburg) ist ein deutscher Journalist und Autor. Er war von 2014 bis 2022 einer der Online-Chefs (Chef vom Dienst) des russischen Propagandasenders RT DE und ist seitdem Redakteur des verschwörungstheoretischen Blogs NachDenkSeiten.

## Leben
Warwegs Vater kam 1973 laut Warweg in der DDR für zwei Jahre wegen sogenannter Republikflucht in Jugendhaft und stand in Kontakt mit Dissidenten. Sein Großvater mütterlicherseits war SED-Mitglied.
Warweg studierte von Oktober 2000 bis Mai 2007 Politikwissenschaft mit Schwerpunkt Lateinamerika und Geographie in Tübingen und ein Semester von Juli 2003 bis September 2004 an der Pontificia Universidad Católica de Chile in Santiago de Chile. Seine Magisterarbeit hatte das Thema Staatszerfall in Kolumbien und Angola? Über die Erklärung und Prognostizierbarkeit von Staatszerfall anhand des Global Model.
Studien- und Arbeitsaufenthalte führten ihn zwischen 2003 und 2009 nach Süd- und Zentralamerika sowie das Afrika der Subsahara.
Er war Mitglied der Partei Die Linke in Berlin-Neukölln.
Von April 2010 bis April 2012 war er Wissenschaftlicher Mitarbeiter der damaligen Bundestagsabgeordneten Heike Hänsel.
2012 kam er zum Redaktionsteam des Lateinamerikaportals amerika21.
2014 übernahm Warweg die Co-Leitung der Online-Redaktion (Chef vom Dienst) von RT DE, dem eben gegründeten deutschsprachigen Ableger des russischen Propagandasenders RT. Nach dem russischen Überfall auf die Ukraine wurde dieser im März 2022 EU-weit verboten. Warweg wechselte als Parlamentskorrespondent im Juni 2022 zu dem verschwörungstheoretischen Blog NachDenkSeiten.
Warweg lebt in Berlin.

## Bundespressekonferenz
Im Juni 2022 wurde Warweg in die Bundespressekonferenz (BPK) aufgenommen, wogegen sechs Mitglieder des Trägervereins Einspruch einlegten. Der Mitgliedsausschuss der BPK lehnte daraufhin die Aufnahme Warwegs aus formalen Gründen ab, da seine bei den NachDenkSeiten veröffentlichten Beiträge nicht belegten, dass er „ständig und weit überwiegend“ über deutsche Bundespolitik schreibe. Warweg klagte daraufhin beim Landgericht Berlin auf Aufnahme in den Verein und Zugang zur BPK. Der Klagepunkt zur Aufnahme in den Verein wurde abgelehnt, dem Klagepunkt des Zugangs zu Regierungspressekonferenzen wurde stattgegeben. Der Verein legte Rechtsmittel ein.
Seine Rolle auf der Bundespressekonferenz wurde von Markus Linden in einem Interview mit Martin Seng in der TAZ vom 26. September 2024 im Zusammenhang mit der dargestellten Propagandafunktion der Nachdenkseiten für das Bündnis Sahra Wagenknecht (BSW) kritisch beurteilt: „Jemand wie Florian Warweg setzt sich in die Bundespressekonferenz und greift partiell sogar Themen auf, die journalistisch akzeptabel sind. Aber im Endeffekt dient es nur einer spezifischen Agenda – und die ist prorussisch.“

## Veröffentlichungen
- Prognose Staatszerfall? Analyse der Prognose- und Erklärungskraft des CIA Frühwarnsystems zu Staatszerfall, dem sogenannten Global Model. VDM Verlag, Berlin 2008, ISBN 978-3-639-04826-1 (als Printausgabe Book on Demand).
- Stärkung der Zivilgesellschaft – Evaluierung des DED Beitrages in Peru in den Bereichen Demokratieförderung sowie Zivile Konfliktbearbeitung und Friedensförderung, Berlin 2009: SLE, ISBN 3-936602-39-5.

- Eliten in der Vergleichenden Politikwissenschaft, in: Christoph Stefes, Harald Barrios (Hrsg.): Einführung in die Comparative Politics, Oldenbourg Verlag München 2006, ISBN 3-486-58125-2.
- Nord Stream als Kriegsgrund, in: Kriegsfolgen, herausgegeben von Hannes Hofbauer, Promedia Verlag, Wien 2023, ISBN 978-3-85371-511-6.